# Mira quién baila (programa de televisión estadounidense)
Mira quién baila (conocido también como MQB) es un programa de televisión del formato reality show estadounidense producido por Endemol Latino transmitido por Univisión en los Estados Unidos y en México por Las Estrellas. El show es la versión latinoamericana de Dancing with the Stars, y a su vez, es una adaptación del formato español ¡Más que baile!.

## Sinopsis
El programa consiste en que personalidades famosas harán pareja con bailarines profesionales. Las celebridades pueden ser cantantes, actores, personalidades destacadas de la T.V., etc., las cuales compiten por el primer lugar. Cada celebridad ejecutará bailes estilo Ballroom o Latinos, y competirá contra las demás para obtener el voto de los jueces y del público. La celebridad que reciba el puntaje total combinado (jueces + público) más bajo es eliminada de la competencia, hasta que una es nombrada campeona.

## Equipo

### Panel de conductores
| Famoso               | Profesión                      | Temporadas   | Temporadas   | Temporadas   | Temporadas   | Temporadas   | Temporadas   | Temporadas   | Temporadas   | Temporadas   | Temporadas   | Temporadas   |
| Famoso               | Profesión                      | 1            | 2            | 3            | 4            | 5            | 6            | 7            | 8            | 9            | 10           | 11           |
| -------------------- | ------------------------------ | ------------ | ------------ | ------------ | ------------ | ------------ | ------------ | ------------ | ------------ | ------------ | ------------ | ------------ |
| Chiquinquirá Delgado | Actriz, Modelo, Presentadora   | Presentadora | Presentadora | Presentadora | Presentadora | Presentadora | Presentadora | Presentadora | Presentadora | Presentadora | Presentadora | Presentadora |
| Javier Poza          | Actor, Periodista, Presentador | Presentador  | Presentador  | Presentador  | Presentador  | Presentador  | Presentador  | Presentador  | Presentador  |              |              |              |
| Borja Voces          | Presentador, Cantante          |              |              |              |              |              |              |              |              | Presentador  |              |              |
| Mane de la Parra     | Actor, Cantante                |              |              |              |              |              |              |              |              |              | Presentador  | Presentador  |

### Panel de jueces
| Famoso             | Profesión                      | Temporadas | Temporadas | Temporadas | Temporadas | Temporadas | Temporadas | Temporadas | Temporadas | Temporadas | Temporadas | Temporadas |
| Famoso             | Profesión                      | 1          | 2          | 3          | 4          | 5          | 6          | 7          | 8          | 9          | 10         | 11         |
| ------------------ | ------------------------------ | ---------- | ---------- | ---------- | ---------- | ---------- | ---------- | ---------- | ---------- | ---------- | ---------- | ---------- |
| Bianca Marroquín   | Actriz, Bailarina, Cantante    | Juez       | Juez       | Juez       | Juez       |            |            |            | Juez       |            |            | Juez       |
| Horacio Villalobos | Actor, Periodista, Presentador | Juez       | Juez       | Juez       | Juez       |            |            |            |            |            |            |            |
| Alejandra Guzmán   | Cantante, Compositora          | Juez       |            |            |            |            |            |            |            |            |            |            |
| Lili Estefan       | Periodista, Modelo             |            | Juez       | Juez       |            |            |            |            |            |            |            |            |
| Ninel Conde        | Actriz, Cantante               |            |            |            | Juez       |            |            |            |            |            |            |            |
| Johnny Lozada      | Actor, Cantante                |            |            |            |            | Juez       |            |            |            |            |            |            |
| Lolita Cortés      | Actriz, Cantante               |            |            |            |            |            | Juez       |            |            |            |            |            |
| Joaquín Cortés     | Bailarín, Coreógrafo, Director |            |            |            |            |            | Juez       |            |            |            |            |            |
| Dayanara Torres    | Actriz, Modelo                 |            |            |            |            |            | Juez       | Juez       | Juez       | Juez       |            |            |
| Casper Smart       | Actor                          |            |            |            |            |            |            | Juez       | Juez       | Juez       |            |            |
| Yuri               | Actriz, Cantante               |            |            |            |            |            |            | Juez       |            |            |            |            |
| Patricia Manterola | Actriz, Presentadora, Cantante |            |            |            |            |            |            |            |            | Juez       |            |            |
| Paulina Rubio      | Cantante                       |            |            |            |            |            |            |            |            |            | Juez       |            |
| Isaac Hernández    | Bailarín, Actor                |            |            |            |            |            |            |            |            |            | Juez       | Juez       |
| Roselyn Sánchez    | Actriz, Cantante, Productora   |            |            |            |            |            |            |            |            |            | Juez       | Juez       |

Durante algunas emisiones del show, los jueces se ausentaban por temas personales o laborales. Artistas invitados al show surgían como jueces en la edición para reemplazarlos, entre ellos estuvieron. Lili Estefan y Javier "Poty" Castillo, en la primera temporada. Mientras que durante la quinta temporada no se tuvo una mesa de jueces específicos por lo cual cada semana se le invitaba a un juez, entre ellos. Gabriel Soto, Yuri, Roselyn Sánchez, Casper Smart, Javier "Poty" Castillo y las ex jurados, Ninel Conde y Bianca Marroquin.

## Jueces
En la primera temporada Horacio Villalobos, Bianca Marroquín y Alejandra Guzmán fueron los jueces, mientras que los conductores fueron Chiquinquirá Delgado y Javier Poza. Para su segunda temporada Alejandra Guzmán abandona el puesto por problemas de salud, su sustitución fue Lili Estefan que entró a formar parte del panel de jueces, mientras que en la cuarta temporada Ninel Conde llega siendo la sustituta de Lili Estefan. Para su sexta temporada Dayanara Torres, Joaquín y Lolita Cortés fueron los nuevos jueces. Para su séptima temporada Joaquín y Lolita Cortés abandonan el puesto por motivos laborales, sus sustituciones fueron Casper Smart y Yuri que entraron a formar parte del panel de jueces, mientras que en la novena temporada Patricia Manterola llega siendo la nueva sustituta de Yuri, mientras que el nuevo conductor fue Borja Voces el sustituto de Javier Poza. Para su décima temporada Paulina Rubio, Isaac Hernández y Roselyn Sánchez fueron los nuevos jueces, mientras que el nuevo conductor fue Mane de la Parra el nuevo sustituto de Borja Voces. Para su octava temporada Yuri abandona el puesto por motivos laborales y su undécima temporada Paulina Rubio abandona el puesto tras el deceso de su mamá, la actriz Susana Dosamantes, su sustitución fue Bianca Marroquín que reintegró a formar parte del panel de jueces en dos ocasiones.

### Primera temporada
| Nombre             | Edad    | Nacionalidad | Ocupación                     | Reconocido por            |
| ------------------ | ------- | ------------ | ----------------------------- | ------------------------- |
| Alejandra Guzmán   | 42 años | Mexicana     | Cantante, Compositora, Actriz | Compositora desde los 80s |
| Horacio Villalobos | 39 años | Mexicano     | Periodista, Actor, Conductor  | Conductor de Farándula 40 |
| Bianca Marroquín   | 34 años | Mexicana     | Actriz, Bailarina, Cantante   | Artista de Broadway       |

### Segunda temporada
| Nombre             | Edad    | Nacionalidad | Ocupación                    | Reconocido por                  |
| ------------------ | ------- | ------------ | ---------------------------- | ------------------------------- |
| Lili Estefan       | 44 años | Cubana       | Conductora, Modelo           | Artista del El Gordo y la Flaca |
| Horacio Villalobos | 40 años | Mexicano     | Actor, Conductor, Periodista | Conductor de Farándula 40       |
| Bianca Marroquín   | 35 años | Mexicana     | Actriz, Bailarina, Cantante  | Artista de Broadway             |

### Tercera temporada
| Nombre             | Edad    | Nacionalidad | Ocupación                    | Reconocido por                  |
| ------------------ | ------- | ------------ | ---------------------------- | ------------------------------- |
| Lili Estefan       | 45 años | Cubana       | Conductora, Modelo           | Artista del El Gordo y la Flaca |
| Horacio Villalobos | 41 años | Mexicano     | Actor, Conductor, Periodista | Conductor de Farándula 40       |
| Bianca Marroquín   | 36 años | Mexicana     | Actriz, Bailarina, Cantante  | Artista de Broadway             |

### Cuarta temporada
| Nombre             | Edad    | Nacionalidad | Ocupación                    | Reconocido por            |
| ------------------ | ------- | ------------ | ---------------------------- | ------------------------- |
| Ninel Conde        | 37 años | Mexicana     | Actriz, Cantante             | Protagonista de Rebelde   |
| Horacio Villalobos | 42 años | Mexicano     | Actor, Conductor, Periodista | Conductor de Farándula 40 |
| Bianca Marroquín   | 37 años | Mexicana     | Actriz, Bailarina, Cantante  | Artista de Broadway       |

### Quinta temporada
Durante la quinta temporada no se tuvo una mesa de Jueces específicos por lo cual cada semana se le invitaba a un Juez diferente para cada gala.

### Sexta temporada
| Nombre          | Edad    | Nacional idad  | Ocupación                                 | Reconocido por                        |
| --------------- | ------- | -------------- | ----------------------------------------- | ------------------------------------- |
| Lolita Cortés   | 47 años | Mexicana       | Actriz, Cantante, Actriz de teatro        | Protagonista de diversos musicales    |
| Dayanara Torres | 43 años | Puertorriqueña | Actriz, Modelo                            | Protagonista de diversos modelajes    |
| Joaquín Cortés  | 49 años | Español        | Bailarín, Coreógrafo, Director, Productor | Uno de 8 mejores bailarines del mundo |

### Séptima temporada
| Nombre          | Edad    | Nacionalidad    | Ocupación        | Reconocido por                            |
| --------------- | ------- | --------------- | ---------------- | ----------------------------------------- |
| Yuri            | 45 años | Mexicana        | Actriz, Cantante | Protagonista de diversos vídeos musicales |
| Casper Smart    | 32 años | Estadosunidense | Actor, Bailarín  | Uno de 8 mejores bailarines del mundo     |
| Dayanara Torres | 44 años | Puertorriqueña  | Actriz, Modelo   | Protagonista de diversos modelajes        |

### Octava temporada
| Nombre           | Edad    | Nacionalidad    | Ocupación                   | Reconocido por                        |
| ---------------- | ------- | --------------- | --------------------------- | ------------------------------------- |
| Bianca Marroquín | 45 años | Mexicana        | Actriz, Bailarina, Cantante | Artista de Broadway                   |
| Casper Smart     | 33 años | Estadosunidense | Actor, Bailarín             | Uno de 8 mejores bailarines del mundo |
| Dayanara Torres  | 45 años | Puertorriqueña  | Actriz, Modelo              | Protagonista de diversos modelajes    |

### Novena temporada
| Nombre             | Edad    | Nacionalidad    | Ocupación                    | Reconocido por                                   |
| ------------------ | ------- | --------------- | ---------------------------- | ------------------------------------------------ |
| Patricia Manterola | 49 años | Mexicana        | Actriz, Cantante, Conductora | Protagonista de diversas películas y telenovelas |
| Casper Smart       | 34 años | Estadosunidense | Actor, Bailarín              | Uno de 8 mejores bailarines del mundo            |
| Dayanara Torres    | 46 años | Puertorriqueña  | Actriz, Modelo               | Protagonista de diversos modelajes               |

### Décima temporada
| Nombre          | Edad    | Nacionalidad   | Ocupación                             | Reconocido por                                           |
| --------------- | ------- | -------------- | ------------------------------------- | -------------------------------------------------------- |
| Isaac Hernández | 32 años | Mexicano       | Actor, Bailarín                       | Mejor bailarín del mundo en 2018                         |
| Paulina Rubio   | 51 años | Mexicana       | Cantante, Compositora, Actriz, Modelo | Consagrada como un icono del pop latino                  |
| Roselyn Sánchez | 49 años | Puertorriqueña | Actriz, Modelo                        | Artista en Hollywood de diversas películas y telenovelas |

### Undécima temporada
| Nombre           | Edad    | Nacionalidad   | Ocupación                   | Reconocido por                                           |
| ---------------- | ------- | -------------- | --------------------------- | -------------------------------------------------------- |
| Isaac Hernández  | 33 años | Mexicano       | Actor, Bailarín             | Mejor bailarín del mundo en 2018                         |
| Roselyn Sánchez  | 50 años | Puertorriqueña | Actriz, Modelo              | Artista en Hollywood de diversas películas y telenovelas |
| Bianca Marroquín | 48 años | Mexicana       | Actriz, Bailarina, Cantante | Artista de Broadway                                      |

## Participantes por temporadas
- Ganador / Concursante. El ganador está en negrita.
- Están ordenados por orden de Eliminación

| Participantes | Participantes | Participantes | Participantes | Participantes | Participantes | Participantes | Participantes | Participantes | Participantes | Participantes |  |
| 1 | 2 | 3 | 4 | 5 | 6 | 7 | 8 | 9 | 10 | 11 |  |
| --- | --- | --- | --- | --- | --- | --- | --- | --- | --- | --- |  |
| - Vadhir Derbez - Jackie Guerrido - Rogelio Martínez - Diana Reyes - Scarlet Ortiz - Jon Secada - Marcelo Buquet - Niurka Marcos - Rosa Gloria Chagoyán - Héctor Camacho† | - Adamari López - Priscila Ángel - Erik Estrada - Elizabeth Gutiérrez - José Manuel Figueroa - Cristian Zuárez - Alejandro Chabán - Blue Demon Jr. - Geraldine Bazán - Stephanie Salas | - Henry Santos - Fernando Arau - Alicia Machado - Bobby Pulido - Argelia Atilano - Maripily Rivera - Maxi Iglesias - María Antonieta de las Nieves - Sammy Suárez - Erika Valentina | - Johnny Lozada - Pedro Moreno - Marjorie de Sousa - Mane de la Parra - Manny Manuel - Malillany Marín - María Elisa Camargo - Yolandita Monge - Graciela Beltrán - El Dasa | - Dayanara Torres - Ana Patricia Gámez - Danell Leyva - Ektor Rivera - Alejandro Nones - Chikybombom - Victoria "La Mala" Ortiz - Pablo Montero - Franco Noriega - Marlene Favela | - Greeicy Rendón - Sara Corrales - Emmanuel Palomares - Santiago Ramundo - Rommel Pacheco - Paul Stanley - Rosie Rivera - Irina Baeva - Mike Bahía - Verónica Montes | - Clarissa Molina - - Amara La Negra - - El Dasa - - Pedro Moreno - Chyno Miranda - Sherlyn González - Iván Calderón - Denise Bidot | - Kiara Ortega - Sofía Castro - - Adrián Lastra - Kimberly Dos Ramos - Adriel Favela - Brea Frank - Fanny Lu - El Bebeto | - Jesús Díaz "Chef Yisus" - Aleyda Ortiz - Roberto Hernández - Sylvia del Valle - Lindsay Casinelli - Tony Dandrades - Víctor González - María José Alvarado "Mache" | - María León - Ana Isabelle - Jorge Anzaldo - Miguel Martínez - -Ferdinando Valencia - Brenda Kellerman - Michelle González - Gabriel Coronel | - Adrián Lastra - Lis Vega - Lambda García - Raúl Coronado - Sandra Itzel - Amara La Negra - Diego Amozurrutia - Frida Sofía |  |

## Ediciones
| Edición             | Fecha | Ganador                 | 2.º Finalista      | 3.er Finalista     | 4.º Finalista       |
| ------------------- | ----- | ----------------------- | ------------------ | ------------------ | ------------------- |
| Mira Quien Baila 1  | 2010  | Vadhir Derbez           | Jackie Garrido     | Rogelio Martínez   | Diana Reyes         |
| Mira Quien Baila 2  | 2011  | Adamari López           | Priscila Ángel     | Erick Estrada      | Elizabeth Gutiérrez |
| Mira Quien Baila 3  | 2012  | Henry Santos            | Fernando Arau      | Alicia Machado     | Bobby Pulido        |
| Mira Quien Baila 4  | 2013  | Johnny Lozada           | Pedro Moreno       | Marjorie de Sousa  | Mane de la Parra    |
| Mira Quien Baila 5  | 2017  | Dayanara Torres         | Ana Patricia Gámez | Danell Leyva       | Ektor Rivera        |
| Mira Quien Baila 6  | 2018  | Greeicy Rendón          | Sara Corrales      | Emmanuel Palomares | Santiago Ramundo    |
| Mira Quien Baila 7  | 2019  | Clarissa Molina         | Amara la Negra     | El Dasa            | Pedro Moreno        |
| Mira Quién Baila 8  | 2020  | Kiara Ortega            | Sofía Castro       | Adrián Lastra      | Kimberly Dos Ramos  |
| Mira Quién Baila 9  | 2021  | Jesus Díaz "Chef Yisus" | Aleyda Ortiz       | Roberto Hernandez  | Sylvia Del Valle    |
| Mira Quién Baila 10 | 2022  | María León              | Ana Isabelle       | Jorge Anzaldo      | Miguel Martínez     |
| Mira Quién Baila 11 | 2023  | Adrián Lastra           | Lis Vega           | Lambda García      | Raúl Coronado       |

## Episodios
| Temporada | Temporada | Episodios | N.º de participantes | Estados Unidos - México  | Estados Unidos - México  |
| Temporada | Temporada | Episodios | N.º de participantes | Comienzo                 | Final                    |
| --------- | --------- | --------- | -------------------- | ------------------------ | ------------------------ |
|           | 1         | 11        | 10                   | 12 de septiembre de 2010 | 21 de noviembre de 2010  |
|           | 2         | 11        | 10                   | 11 de septiembre de 2011 | 20 de noviembre de 2011  |
|           | 3         | 11        | 10                   | 9 de septiembre de 2012  | 18 de noviembre de 2012  |
|           | 4         | 11        | 10                   | 15 de septiembre de 2013 | 24 de noviembre de 2013  |
|           | 5         | 10        | 10                   | 17 de septiembre de 2017 | 19 de noviembre de 2017  |
|           | 6         | 8         | 10                   | 29 de julio de 2018      | 16 de septiembre de 2018 |
|           | 7         | 6         | 8                    | 6 de enero de 2019       | 10 de febrero de 2019    |
|           | 8         | 7         | 8                    | 12 de enero de 2020      | 23 de febrero de 2020    |
|           | 9         | 6         | 8                    | 14 de marzo de 2021      | 18 de abril de 2021      |
|           | 10        | 6         | 8                    | 9 de octubre de 2022     | 20 de noviembre de 2022  |
|           | 11        | 8         | 8                    | 1 de octubre de 2023     | 19 de noviembre de 2023  |

- Datos: Q6872251